# Егорьевская улица (Москва)
Его́рьевская у́лица — улица, расположенная в Юго-Восточном административном округе города Москвы на территории района Люблино.

## История
Улица названа в честь города Егорьевск Московской области в связи с расположением улицы в юго-восточной части Москвы. До 1968 года — Школьная улица.

## Расположение
Егорьевская улица располагается между Люблинской улицей и железной дорогой Курского направления МЖД, недалеко от платформы «Депо». Идёт на юг, в середине с востока к улице примыкает Егорьевский проезд. Улица заканчивается, переходя в него же.

## Примечательные здания и сооружения
По улице расположены нежилые здания, а также здания общежития для работников железной дороги.

## Транспорт

### Наземный общественный транспорт
По улице не проходят маршруты наземного общественного транспорта. Ближайшая остановка — «Краснодарская улица» — находится на пересечении Люблинской и Краснодарской улиц (две остановки на Люблинской улице; одна — на Краснодарской).

### Метро
- Станция метро «Люблино» Люблинско-Дмитровской линии — в 2.2 км на восток от конца улицы.

### Железнодорожный транспорт
- Платформа «Депо» Курского направления МЖД — в 300 м на запад от конца улицы.